# Amtsgericht Oberviechtach
Das Amtsgericht Oberviechtach war ein von 1879 bis 1973 bestehendes bayerisches Gericht der ordentlichen Gerichtsbarkeit mit Sitz in der Stadt Oberviechtach in Bayern. Bis 2015 bestand das Amtsgericht noch als Zweigstelle des Amtsgerichts Schwandorf.

## Geschichte
Als Folge der Verwaltungsreform des Jahres 1838 im Königreich Bayern wurde 1840 das Landgericht Oberviechtach eingerichtet. Diesem wurden 38 Gemeinden zugeteilt. Im Laufe der Jahre veränderte sich die Zahl ständig. Im Jahr 1862 wurden als Folge der Trennung von Justiz und Verwaltung der Landgerichtsbezirk Oberviechtach und der Landgerichtsbezirk Neunburg vorm Wald zum Bezirksamt Neunburg vorm Wald zusammengeschlossen. Das Landgericht Oberviechtach blieb als Gerichtsbehörde bestehen und wurde mit der Einführung des Gerichtsverfassungsgesetzes 1879 in Amtsgericht Oberviechtach umbenannt. Am 1. Oktober 1900 wurde aus 37 Gemeinden des Bezirksamtes Neunburg vorm Wald das Bezirksamt Oberviechtach gebildet. Nach der Auflösung des Landkreises Oberviechtach wurde 1973 auch das Amtsgericht in Oberviechtach aufgelöst und nur noch als Zweigstelle des Amtsgerichts Schwandorf geführt. Am 1. September 2015 wurde die Oberviechtacher Zweigstelle des Amtsgerichts Schwandorf aufgelöst. Das Gebäude wird nun von der Grundbuchumschreibungsgruppe des Amtsgerichts München genutzt.